# 別列茲納 (基輔州)
49°34′51″N 29°54′13″E / 49.58083°N 29.90361°E

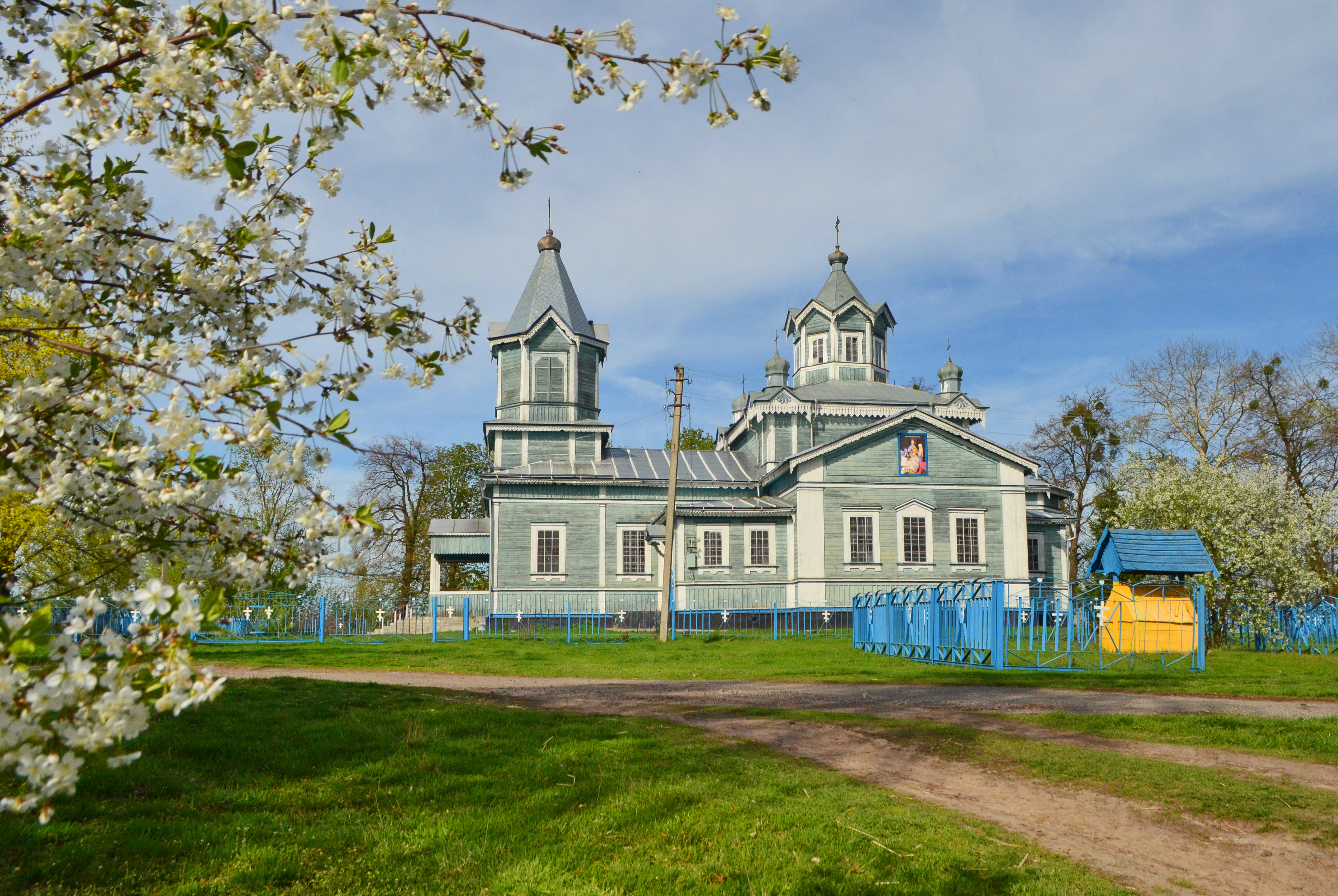
教堂

别列兹纳（烏克蘭語：Березна）是位於烏克蘭北部的村莊，由基辅州白采爾克瓦區的沃洛達爾卡市鎮負責管轄。該村始建於十六世紀，地名取自別列茲尼揚卡河，海拔高度166米，2001年人口997。